# Gebedskleed (islam)
Een gebedskleed (Arabisch: سجادة sadjada) (foutief: gebedsmat) is een kleed dat door moslims gebruikt kan worden voor het vijfmaaldagelijkse gebed, de salat. Hoewel het kleed niet verplicht is, helpt het om te bidden op een schone ondergrond, met name wanneer de sudjud verricht wordt. Een moslim dient zich ritueel te reinigen vóór de salat en te bidden op een schone plaats. Door het gebedskleed wordt een ritueel reine ruimte afgebakend. Daarnaast hoort een soetrah gebruikt te worden indien men de salat alleen verricht, een object waartussen niet gelopen mag worden en degene die bidt. Het kleed wordt in de qibla-richting gelegd, waarbij soms gebruik wordt gemaakt van een ingebouwd kompas.
De Arabische benaming sadjada is afgeleid van de wortel S-DJ-D, dat prosternatie inhoudt. Het komt eveneens terug in het woord sudjud. Hierbij onderwerpt men zich geheel aan God onder andere door het voorhoofd en neus op de grond te drukken. Het hoogste doel van de salat is uiteindelijk het volledig opgaan in God door nederigheid. Sadjada is het voorwerp waarop dit gebeurt, het gebedskleed.

Het gebruik van of het verwijzen naar een gebedskleed is niet afgeleid uit de Koran of Ahadith. In verschillende Ahadith wordt melding gemaakt van Mohammed en de Sahaba die het gebed in de open moskee van Medina verrichten, waarbij zij, na regenval, met besmeurde hoofden en gezichten de moskee verlieten. Er is wel sprake in de Ahadith van een firaash, bijvoorbeeld een kledingstuk, of een bisaat, een palmbladeren mat. 

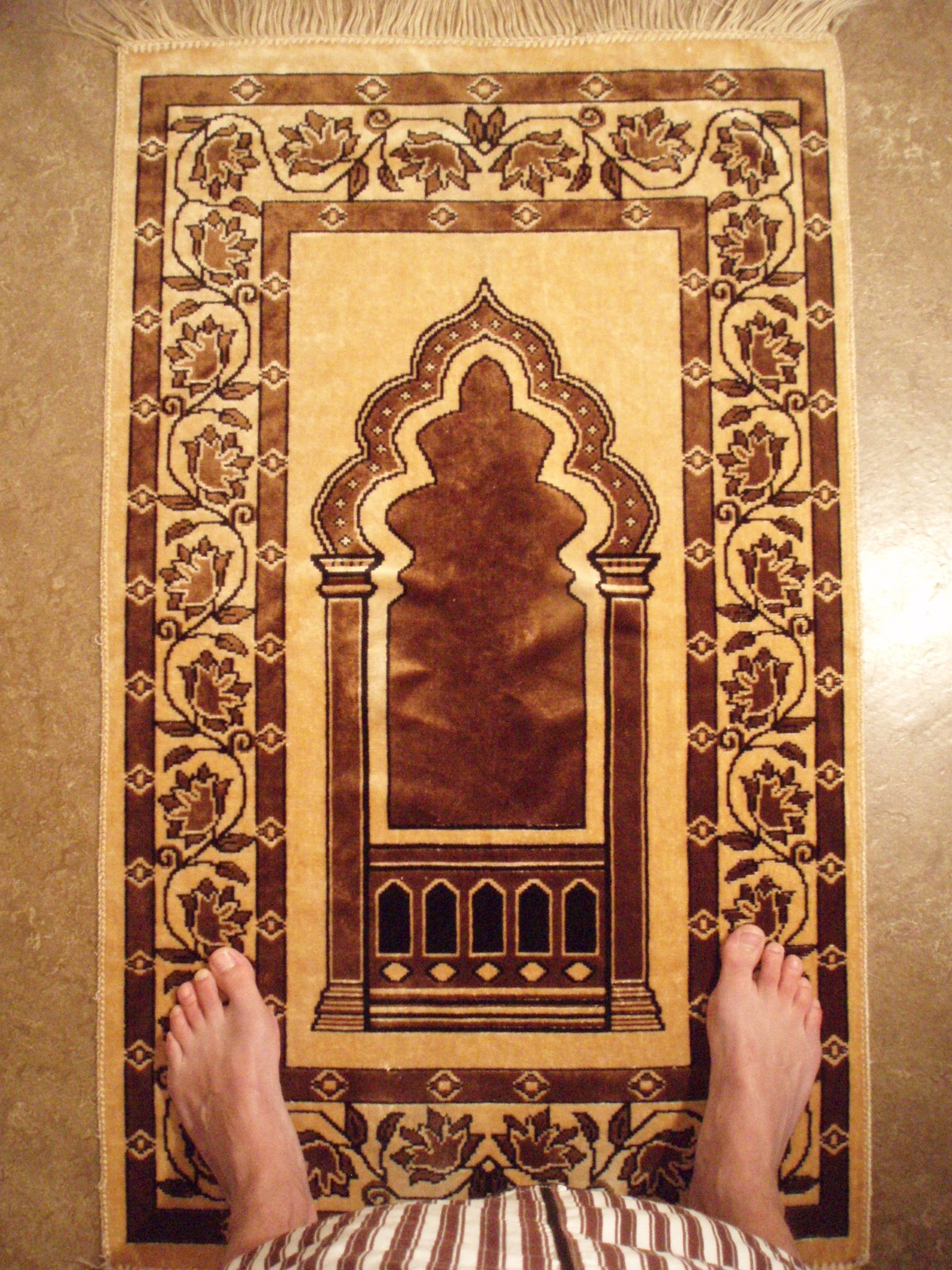
Gebedskleed

Daarnaast wordt een chumra genoemd, een kleedje dat juist groot genoeg is om de sudjud op te verrichten. Deze werden gebruikt als bijvoorbeeld de grond te heet was om de sudjud te verrichten. Pas een eeuw na het vaststellen van de Ahadith zou het gebedskleed in zijn huidige grootte zijn opmars hebben gemaakt, waarbij eerst de rijken tot het gebruik hiertoe overgingen. Hoewel een gebedskleed door de meeste geleerden wel is toegestaan, wordt toch de voorkeur gegeven aan de schone grond. Mocht men tijdens het bidden vuiligheid op de grond zien, dan mag deze met één handveeg weggehaald worden. Volgens een Hadith zou heel de aarde als een moskee zijn op het tijdstip van het gebed. Daarnaast zou Mohammed hebben gezegd: Elk stukje grond waarop God wordt herdacht, voelt zich trots tegenover de rest van de aarde.
Een gebedskleed is circa 110 bij 65 cm, juist genoeg om de handelingen van het gebed te verrichten. Geleerden keuren afbeeldingen op het kleedje af, omdat het de aandacht zou afleiden van het gebed. Het wordt als makruh beschouwd om op een dergelijk kleed te bidden. Een van de zaken om het gebed te perfectioneren is het vermijden van een plaats die veel aandacht trekt of kleur bevat. Om deze reden is een gebedskleed weinig gedecoreerd en wordt vaak een gebedsnis of de Ka'aba afgebeeld.
Tegenwoordig worden er ook gebedskleden machinaal vervaardigd voor commerciële doeleinden, die bedoeld zijn als een souvenir voor toeristen.